# Body Count (álbum)
Body Count es el álbum debut de la banda de rap metal Body Count. Lanzado en 1992 a través del sello Sire Records, obtuvo mucha repercusión debido a su alto contenido político y social, crítico de la brutalidad policial, el racismo y la criminalización de la pobreza.
La mayor parte de las composiciones corresponde al vocalista Ice-T (quien se destacaba desde tiempo antes como cantante y compositor de rap) y al guitarrista Ernie C. El primer sencillo lanzado fue "There Goes the Neighborhood"; sin embargo, el tema más trascendente por lo controvertido fue "Cop Killer", el cual se centraba en denunciar la brutalidad policial al narrar la historia de un individuo que, indignado ante el accionar violento de la policía, decidía hacer justicia por mano propia y asesinar policías.
"Cop Killer" generó distintas reacciones, desde críticas por parte de figuras policiales y políticas (incluyendo el propio presidente de los Estados Unidos en aquel entonces, George H. W. Bush, hasta apoyos por parte de aquellos que consideraban que debía respetarse la libertad de expresión. Finalmente, Ice-T decidió remover el tema para el relanzamiento del disco, y lo reemplazó por un tema propio, "Freedom of speech", que había grabado originalmente para su disco solista "The Iceberg/Freedom of Speech...Just Watch What You Say" del año 1989.
Los otros dos singles del álbum fueron "Body Count's in the House" y "The Winner Loses".

## Lista de temas
| 1. "Smoked Pork" — 0:46 (Ice-T) 2. "Body Count's in the House" — 3:24 (Ice-T/Ernie C) 3. "Now Sports" — 0:04 (Ice-T) 4. "Body Count" — 5:17 (Ice-T/Ernie C) 5. "A Statistic" — 0:06 (Ice-T) 6. "Bowels of the Devil" — 3:43 (Ice-T/Ernie C) 7. "The Real Problem" — 0:11 (Ice-T) 8. "KKK Bitch" — 2:52 (Ice-T/Ernie C) 9. "C Note" — 1:35 (Ernie C) 10. "Voodoo" — 5:00 (Ice-T/Ernie C) 11. "The Winner Loses" — 6:32 (Ernie C) 12. "There Goes the Neighborhood" — 5:50 (Ice-T/Ernie C) 13. "Oprah" — 0:06 (Ice-T) 14. "Evil Dick" — 3:58 (Ice-T/Ernie C) 15. "Body Count Anthem" — 2:46 (Ice-T/Ernie C) 16. "Momma's Gotta Die Tonight" — 6:10 (Ice-T/Ernie C) 17. "Out in the Parking Lot" — 0:30 (Ice-T) 18. "Cop Killer" — 4:09 (Ice-T/Ernie C) | 1. "Smoked Pork" — 0:46 (Ice-T) 2. "Body Count's in the House" — 3:24 (Ice-T/Ernie C) 3. "Now Sports" — 0:04 (Ice-T) 4. "Body Count" — 5:17 (Ice-T/Ernie C) 5. "A Statistic" — 0:06 (Ice-T) 6. "Bowels of the Devil" — 3:43 (Ice-T/Ernie C) 7. "The Real Problem" — 0:11 (Ice-T) 8. "KKK Bitch" — 2:52 (Ice-T/Ernie C) 9. "C Note" — 1:35 (Ernie C) 10. "Voodoo" — 5:00 (Ice-T/Ernie C) 11. "The Winner Loses" — 6:32 (Ernie C) 12. "There Goes the Neighborhood" — 5:50 (Ice-T/Ernie C) 13. "Oprah" — 0:06 (Ice-T) 14. "Evil Dick" — 3:58 (Ice-T/Ernie C) 15. "Body Count Anthem" — 2:46 (Ice-T/Ernie C) 16. "Momma's Gotta Die Tonight" — 6:10 (Ice-T/Ernie C) 17. "Freedom of Speech" — 4:41 (Ice-T/Jello Biafra) |

## Personnel
- Ice-T – voz
- Ernie C – guitarra solista, guitarra acústica
- D-Roc the Executioner – guitarra rítmica
- Beatmaster V – batería
- Mooseman – bajo
- Sean E Sean – sampler, coros
- Sean E. Mac – hype man, coros

### Guest musician
- Jello Biafra – voz hablada' en "Freedom of Speech"